# DreamCatcher Interactive
Pour les articles homonymes, voir Dreamcatcher.
DreamCatcher Interactive Inc., aussi connu sous le nom de DreamCatcher Games, est un éditeur de jeux vidéo basé à Toronto au Canada, fondé en 1996 et disparu en 2011.

## Histoire
DreamCatcher a été fondé en 1996.
En 2002, la plupart des actifs et des équipes de développement de Cryo Interactive sont fusionnés avec DreamCatcher Interactive, formant la base de la division européenne de DreamCatcher. Le label The Adventure Company est créé au sein de DreamCatcher à la suite de ce rapprochement.
Elle est acquise en 2006 par JoWooD Entertainment. Elle disparaît finalement en 2011. Le nom DreamCatcher est resté comme label pour THQ Nordic.

## Ludographie
| Titre                                           | Année de sortie | Plate-forme                               | Notes                            |
| ----------------------------------------------- | --------------- | ----------------------------------------- | -------------------------------- |
| Agassi Tennis Generation                        | 2003            | Windows, Game Boy Advance, PlayStation 2  |                                  |
| Stealth Combat                                  | 2002            | Windows                                   |                                  |
| Animates                                        | 2007            | Nintendo DS                               |                                  |
| Arcania: Gothic 4                               | 2010            | Windows, Xbox 360, PlayStation 3          |                                  |
| Arx Fatalis                                     | 2002            | Windows, Xbox                             |                                  |
| Atlantis : Secrets d'un monde oublié            | 1997            | Windows                                   | Éditeur                          |
| Besieger                                        | 2004            | Windows                                   |                                  |
| Cold War                                        | 2005            | Windows, Xbox, Linux                      |                                  |
| Curse: The Eye of Isis                          | 2003            | Windows, Xbox, PlayStation 2              |                                  |
| Domination                                      | 2005            | Windows                                   |                                  |
| Dracula : Résurrection                          | 2000            | Windows, Mac                              |                                  |
| Dracula 2 : Le Dernier Sanctuaire               | 2000            | Windows, Mac                              |                                  |
| Dunes of War                                    | 2007            | Windows                                   |                                  |
| Dungeon Lords                                   | 2005            | Windows                                   |                                  |
| Emergency Fire Response                         | 2003            | Windows                                   |                                  |
| Enigma: Rising Tide                             | 2003            | Windows                                   |                                  |
| Enigma: Rising Tide (Gold Edition)              | 2005            | Windows                                   |                                  |
| First Battalion                                 | 2006            | Windows, Xbox                             |                                  |
| Frank Herbert's Dune                            | 2001            | Windows, PlayStation 2                    |                                  |
| Genesis Rising                                  | 2006            | Windows                                   |                                  |
| Gore: Ultimate Soldier                          | 2002            | Windows                                   |                                  |
| Haegemonia: Legions of Iron                     | 2003            | Windows                                   |                                  |
| Harbinger                                       | 2003            | Windows                                   |                                  |
| Hellboy: Asylum Seeker                          | 2003            | PlayStation                               | Éditeur                          |
| Cœur d'encre                                    | 2008            | Nintendo DS                               |                                  |
| Jewels of the Oracle                            | 1995            | Windows, Mac                              | Éditeur                          |
| LifeSigns: Surgical Unit                        | 2007            | Nintendo DS                               |                                  |
| Obscure                                         | 2004            | Windows, Xbox, PlayStation 2              | Distributeur en Amérique du Nord |
| Painkiller                                      | 2004            | Windows                                   |                                  |
| Painkiller: Battle Out of Hell                  | 2004            | Windows                                   |                                  |
| Painkiller: Black                               | 2005            | Windows                                   |                                  |
| Painkiller: Hell Wars                           | 2006            | Xbox                                      |                                  |
| Painkiller: Overdose                            | 2007            | Windows                                   |                                  |
| Painkiller: Resurrection                        | 2009            | Windows                                   |                                  |
| Pax Romana                                      | 2003            | Windows                                   | Éditeur                          |
| Playmobil Circus                                | 2009            | Wii                                       |                                  |
| Playmobil Knights                               | 2009            | Nintendo DS                               |                                  |
| Playmobil Pirates                               | 2009            | Nintendo DS                               |                                  |
| Project Earth: Starmageddon                     | 2002            | Windows                                   |                                  |
| Riddle of the Sphinx                            | 2000            | Windows                                   |                                  |
| Rock Manager                                    | 2001            | Windows                                   |                                  |
| Seven Kingdoms: Conquest                        | 2008            | Windows                                   |                                  |
| Safecracker                                     | 1997            | Windows, Macintosh                        |                                  |
| Spellforce Universe                             | 2007            | Windows                                   |                                  |
| Castleween                                      | 2003            | PlayStation 2, Game Boy Advance, GameCube |                                  |
| SuperPower 2                                    | 2004            | Windows                                   | Éditeur                          |
| The Crystal Key                                 | 2000            | Windows, Macintosh                        |                                  |
| The Forgotten: It Begins...                     | 1999            | Windows                                   |                                  |
| The Guild 2                                     | 2006            | Windows                                   |                                  |
| The Guild 2: Pirates of the High Seas           | 2007            | Windows                                   |                                  |
| Traitors Gate                                   | 2000            | Macintosh, Windows                        | Éditeur                          |
| War Leaders: Clash of Nations                   | 2008            | Windows                                   |                                  |
| Woody Woodpecker: Escape from Buzz Buzzard Park | 2001            | Windows, PlayStation 2, Game Boy Color    | Éditeur                          |
| World Party Games                               | 2009            | Wii                                       |                                  |
| Yoga Wii                                        | 2009            | Wii                                       |                                  |